# Фостер, Роберт Сидни
Роберт Сидни Фостер (англ. Robert Sidney Foster; 11 августа 1913, Лондон — 12 октября 2005, Кембридж) — британский колониальный администратор. Последний колониальный губернатор Фиджи и первый генерал-губернатор Доминиона Фиджи. Ранее занимал должность губернатора Соломоновых Островов и Верховного комиссара по западной части Тихого океана. Награждён Орденом Святых Михаила и Георгия и Королевским Викторианским орденом.

## Биография
В 1936 году поступил на государственную службу в Северной Родезии. Затем работал в Ньясаленде (ныне Малави) до 1964 года. Был курсантом до 1938 года, а затем окружным офицером до 1940 года. С 1957 по 1960 год был главным уполномоченным провинции, а затем секретарем министерства по делам коренных народов с 1960 по 1961 год, когда стал главным секретарем Ньясаленда и занимал эту должность до 1963 года. С 1963 по 1964 год был заместителем губернатора Ньясаленда.
В 1964 году уехал из Африки на острова Тихого океана, где стал Верховным комиссаром по Западной части Тихого океана. В этой должности нес ответственность за британские колонии и протектораты в регионе, а именно за Соломоновы Острова, острова Гилберта и Эллис (ныне Кирибати и Тувалу), а также за британское участие в англо-французском кондоминиуме Новых Гебридских островов (ныне Вануату). Оставался Верховным комиссаром до декабря 1968 года, когда стал губернатором Фиджи. 10 октября 1970 года Фиджи получило независимость и он занял новую должность генерал-губернатора. Полномочия мало изменились, за исключением того, что теперь он действовал по совету кабинета министров Фиджи, а не британского правительства. Ушел в отставку 13 января 1973 года, закончив 37-летнюю карьеру на государственной службе. Его сменил на должности генерал-губернатора Джордж Какобау, потомок по отцовской линии короля Такомбау, уступившего Фиджи Британской империи в 1874 году.

## Личная жизнь
В 1947 году женился на Мэдж Уокер, которая скончалась в 1991 году. Умер в Кембридже (Англия) 12 октября 2005 года в возрасте 92 лет.